# Шкіра білого ведмедя
«Шкіра білого ведмедя» — радянський художній фільм 1979 року, знятий режисером Вадимом Костроменком на Одеській кіностудії.

## Сюжет
Він — робітник гальмівного заводу, вона — бригадир-передовик монтажного цеху радіозаводу, депутат райради, громадська діячка. Олександр Єрємєєв і Наташа Баушкіна, втомившись один від одного, розлучаються. Олександр одружується з іншою дівчиною. Вона простіша. З нею він почувається чоловіком…

## У ролях
- Ірина Гришина — Наталія Баушкіна
- Валерій Кондратьєв — Сашок Єрємєєв
- Зінаїда Дехтярьова — Віра Шилова
- Віра Івлєва — Шура Шилова
- Михайло Горносталь — Малінін
- Олена Яновська — Валя
- Алла Мальцева — Марійка
- Анатолій Скорякін — Юрка
- Катерина Крупеннікова — Ольга Кузьмівна
- Герман Качин — Коровкін
- Ірина Зеленко — Таня
- Тетяна Петровська — Катя
- Марина Самойлова — Яна
- Борис Бистров — Іванов
- Олександра Назарова — Шура Коровкіна
- Любов Ткаченко — роль другого плану
- Анатолій Фоменко — Коля, чоловік Валі
- Галина Гальченко — дружина Іванова

## Знімальна група
- Режисер — Вадим Костроменко
- Сценарист — Олена Каплінська
- Оператор — Сергій Гаврилов
- Композитор — Владислав Кладницький
- Художник — Муза Панаєва